# Gare de Limoges-Bénédictins
Gare de Limoges-Bénédictins vasútállomás Franciaországban, Limoges településen.

## Vasútvonalak
Az állomást az alábbi vasútvonalak érintik:
- Orléans–Montauban-vasútvonal
- Dorat-Limoges-Bénédictins-vasútvonal
- Limoges-Bénédictins-Angoulême-vasútvonal
- Limoges-Bénédictins–Périgueux-vasútvonal

## Kapcsolódó állomások
A vasútállomáshoz az alábbi állomások vannak a legközelebb:
- Gare de l'Aiguille
- Gare de Solignac - Le Vigen (Gare de Montauban-Ville-Bourbon, Orléans–Montauban-vasútvonal)
- Gare des Bardys (Gare des Aubrais - Orléans, Orléans–Montauban-vasútvonal)
- Gare de Saint-Priest-Taurion
- Gare de Limoges-Montjovis
- Gare de Nieul
- Gare d’Ambazac